# Musique Non Stop

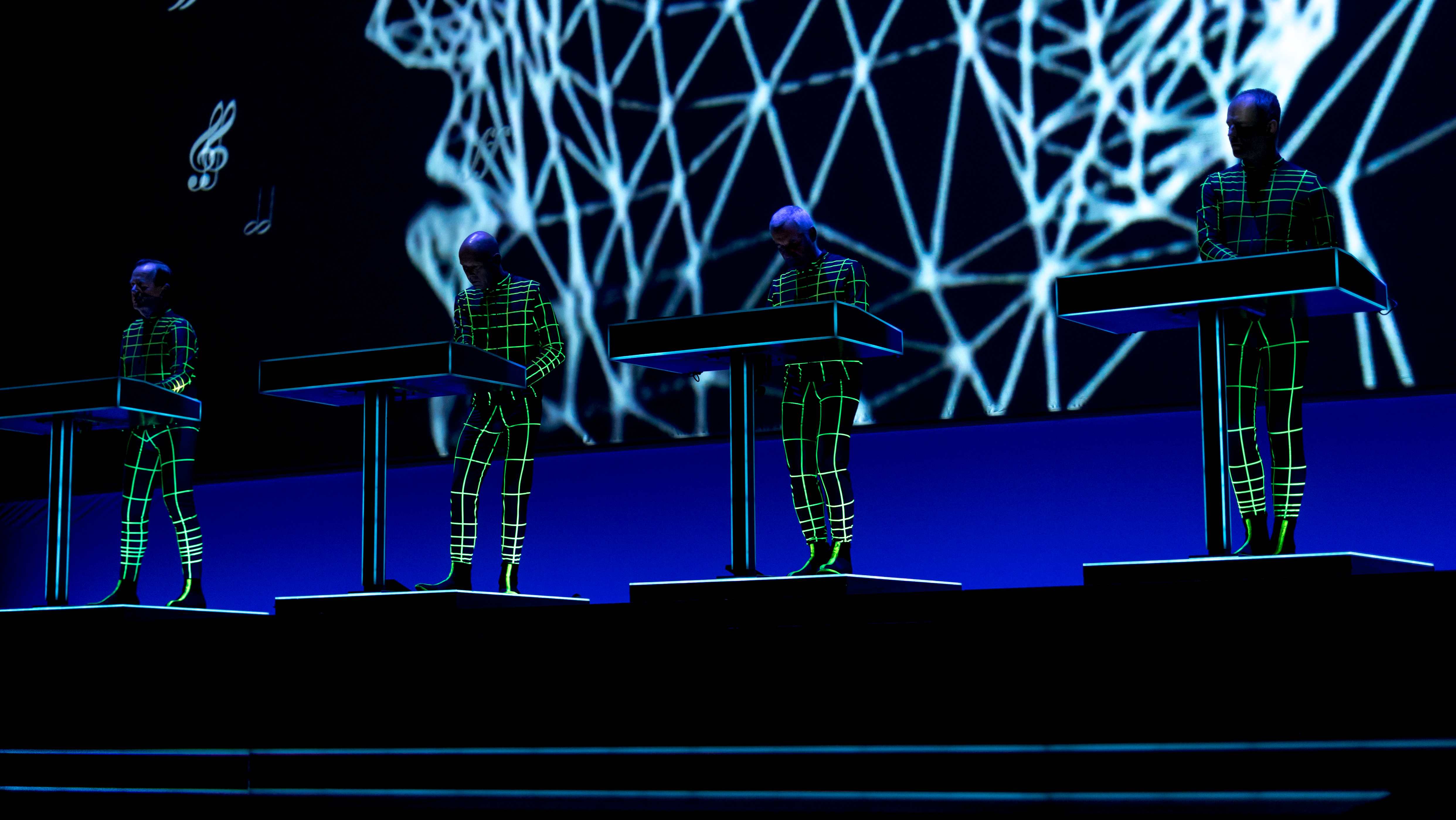
Kraftwerk wykonujący „Musique Non Stop” w Royal Albert Hall w Londynie, 2017

Musique Non Stop – utwór muzyczny niemieckiej grupy Kraftwerk wydany na ich albumie Electric Cafe w 1986 roku.
Słowa piosenki składają się z powtarzanego wielokrotnie tytułu wymawianego po angielsku i francusku. Utwór wydano jako pierwszy singel z Electric Cafe i spotkał się on ze średnim sukcesem na listach przebojów. Singlowi towarzyszył bardzo nowatorski jak na ówczesne czasy teledysk, stworzony przy użyciu specjalnego programu do grafiki komputerowej, w którym odwzorowane zostały twarze muzyków Kraftwerk. Autorką wideoklipu była amerykańska artystka Rebecca Allen.
Na początku lat 90. wolniejsza wersja piosenki posłużyła jako dżingiel stacji telewizyjnej MTV Europe. Obecnie „Musique Non Stop” jest zwykle wykonywane w finale koncertów Kraftwerk.

## Lista ścieżek
- Singel 7-calowy

A. „Musique Non Stop” – 4:08
B. „Musique Non Stop” – 3:45
- Singel 12-calowy

A. „Musique Non Stop” – 6:15
B. „Musique Non Stop” (Radio Edit) – 4:08

## Pozycje na listach
| Kraj            | Pozycja |
| --------------- | ------- |
| Niemcy          | 13      |
| Nowa Zelandia   | 45      |
| Wielka Brytania | 82      |